# Veczemju klintis

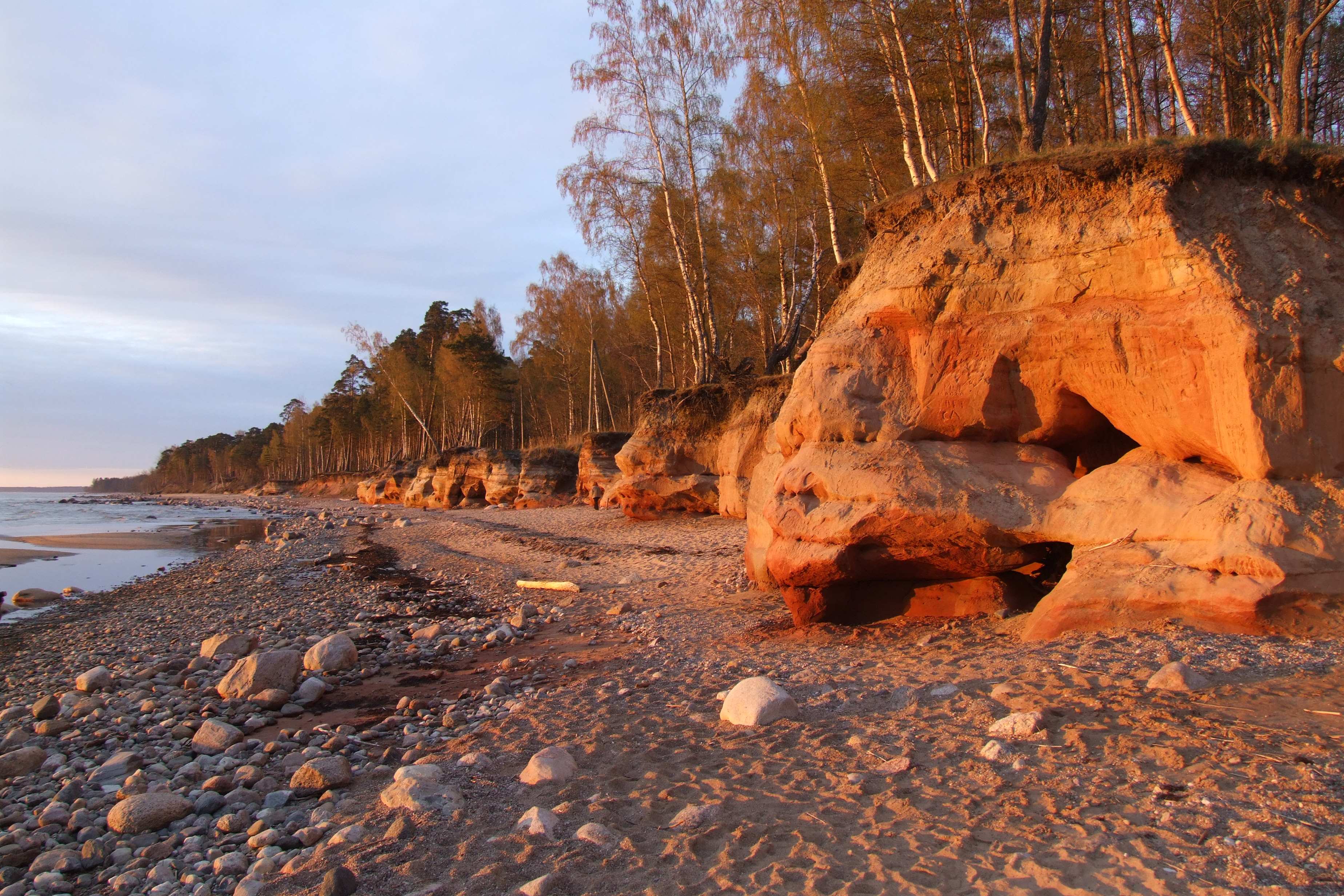
Fragment klifu

Veczemju klintis (także: Mantiņu klintis, Sarkanās klintis, Veczemu Sarkanās klintis) – klif, geologiczny i geomorfologiczny pomnik przyrody na bałtyckim wybrzeżu liwońskim Łotwy, pomiędzy ujściem rzeki Lielurgi na północy, a osadą Vidzime na południu. 

## Geologia i przyroda
Rejon należy do obszaru rezerwatu przyrody skalistego wybrzeża Vidzeme i Rezerwatu Biosfery Północnej Liwonii. Skały znajdują się pod ochroną od 2001 roku. 
Klif ma długość około dwustu metrów i maksymalną wysokość 4 lub 6 metrów. Morze odsłoniło w tym miejscu pokłady czerwonego piaskowca (od bardzo jasnych po ciemnoczerwone) z płytkimi grotami, niszami i innymi formacjami. Na wybrzeżu Bałtyku jest to jedyne miejsce, w którym występują wychodnie piaskowców powstałe w okresie dewonu (380-350 milionów lat temu). Na plaży, w pobliżu formacji, znajdowane są niewielkie fragmenty kości ryb pancernych żyjących w okresie dewonu. 
W rejonie klifu odnaleziono w 2008 roku stanowisko przyzłotki zmiennobarwnej (chrząszcza z rodziny zalęszczycowatych). 

## Kultura
Ze względu na naturalne krajobrazy w rejonie klifów kręcono m.in. ujęcia do filmów „Tauriņdeja” (1971, reż. Oļģerts Dunkers), „Ilgais ceļš kāpās” (1981, reż. Aloizs Brenčs) i „Zītaru dzimta” (1989, reż. Aloizs Brenčs). 